# لوك واتسون
لوك واتسون (بالإنجليزية: Luke Watson)‏ هو منافس ألعاب قوى أمريكي، ولد في 20 أغسطس 1980 في ستيلووتر في الولايات المتحدة.

## وصلات خارجية
- لوك واتسون على موقع الاتحاد الدولي لألعاب القوى (الإنجليزية)